# Волков, Иван Михайлович
Иван Михайлович Волков (род. 1 января 1926 года) — электросварщик специализированного управления № 6 сварочно-монтажного треста Министерства газовой промышленности СССР, Коми АССР. Герой Социалистического Труда (1971).
Достиг выдающихся трудовых показателей. Досрочно выполнил личные социалистические обязательства и плановые задания Восьмой пятилетки (1966—1970). 30 марта 1971 года Указом Президиума Верховного Совета СССР удостоен звания Героя Социалистического Труда «за выдающиеся заслуги в выполнении заданий пятилетнего плана и достижение высоких технико-экономических показателей» с вручением ордена Ленина и золотой медали Серп и Молот.